# Кистени
Кистени́ (бел. Кісцяні́) — агрогородок в Рогачёвском районе Гомельской области Беларуси. Административный центр Кистеневского сельсовета.
Около агрогородка расположено месторождение мела.

## География

### Расположение
В 21 км на северо-восток от районного центра и железнодорожной станции Рогачёв (на линии Могилёв — Жлобин), 140 км от Гомеля.

### Гидрография
На реке Днепр.

## Транспортная сеть
Транспортные связи по просёлочной, затем автомобильной дороге Вищин — Рогачёв. Застройка двусторонняя, деревянная и кирпичная, усадебного типа. В 1986 году построено 50 кирпичных домов, в которых разместились переселенцы из мест загрязнённых радиацией в результате катастрофы на Чернобыльской АЭС.

## История

### Ранняя история
Обнаруженные археологами городища VI века до н. э. — VI—VII веков н. э. (в центральной части деревни) и поселение милоградской и зарубинецкой культур свидетельствуют о заселении этих мест с давних времён.

### В составе Великого княжества Литовского
Согласно письменным источникам известна с XVI века. В 1567 году поместье Костеневичи обозначено в пописе армии ВКЛ при созыве посполитого рушения — мобилизация в ответ на вторжение войск московского царя Ивана IV Грозного. От Костеневич в составе речицкой хоругви указывается шляхтич Бенедикт Богданович, подобно прочим призванным ратникам повета имевший экипировку казацкого типа:

Бенадыкт Богданович з Костеневич: конь, пнцр., пр., согай., саб., рогати. …

В 1696 году селение Костени входило в приход Рогачёвской замковой церкви. Упоминается в 1756 году как деревня в Рогачёвском войтовстве Рогачёвского староства. В 1764 году Кистени относились к приходу Шапчицкой униатской церкви.

### В составе Российской империи
После 1-го раздела Речи Посполитой (1772 год) в составе Российской империи. В связи с отказом графа Леонарда Поцея принять присягу на верность Российской императрице в установленный срок, Рогачёвское староство было секвестрировано в казну. Часть бывшего Рогачевского староства, включая Кистени (244 христианина и 4 иудея мужского пола), была пожалована Екатериной II 20 февраля (3 марта) 1774 года бригадиру Петру Андреевичу Полянскому (1729—1782). От Полянского имение досталось Анне Ивановне Фабрициан, вдове генерал-майора Федора Ивановича фон Фабрициана. В 1802 году имение Кистени она продала рогачевскому поветовому маршалу Николаю Самуйловичу Ланевскому-Волку. При продаже в состав Кистеневского имения входили: село Кистени (297 человек мужского пола) и деревни Озерище (90), Мадора (152), Вищин (106), Виляховка (169). 
В конце XVIII — начале XIX веков на правом берегу Днепра заложен ландшафтный парк (6 га, сохранились небольшие остатки планировки и редкие деревья), имелся усадебный дом (не сохранился).
В 1809 году после смерти Николая Самуйловича по его завещанию Кистени «из уважения к помощи в приобретении этого имения» перешли во владение графини Луизы Томашевны Меллин (в девичестве Грабовская), вдовы генерал-лейтенанта Бориса Петровича Меллин (1739—1793). После смерти Луизы в 1812 году в наследство имением вступили Владислав и Фелициан — братья Николая Самуйловича Ланевского-Волка. По ревизии 1817 года село в Рогачёвском уезде Могилёвской губернии, владение помещика Ланевского-Волка.
С 1861 года действовала винокурня. В 1864 году открыта школа, для которой жители деревни на собственные средства построили помещение (в 1889 — 39 учеников).
Хозяином поместья по купчей крепости 1875 года стал Иван Христианов Верман. В 1882 году он владел 12 548 десятинами земли, 2 трактирами, водяной мельницей, винокурней, дегтярным заводом, действовал хлебозапасный магазин.
В 1881 году 2 церкви (одна кирпичная). По статистическим сведениям 1886 года центр волости (до 9 мая 1923 года), в состав которой в 1890 году входили 29 селений с общим количеством 1021 двор, а в 1910 году 39 населённых пунктов, 1415 дворов. Согласно переписи 1897 года действовали пристань на Днепре, 3 ветряные мельницы, винный магазин, трактир. Рядом находился фольварк (церковь, лесопилка, винокуренный завод). В 1909 году 1767 десятин земли. В фольварке 688 десятин земли. В 1911 году при школе начала работать библиотека, находилось отделение почтовой связи.

### Советский период
С 20 августа 1924 года до 14 апреля 1960 года и с 19 сентября 1963 года центр Кистенёвского сельсовета Рогачёвского района Бобруйского (до 26 июля 1930 года) округа, с 20 февраля 1938 года Гомельской области.
В 1925 году действовала начальная школа, а деревенская изба-читальня в 1928 году организовала 6 пунктов ликвидации неграмотности среди взрослых. В 1930 году организованы колхозы «Искра» и имени К. Я. Ворошилова, работали кирпичный завод, нефтяная мельница, ветряная мельница, 2 кузницы.
Во время Великой Отечественной войны оккупанты в 1941 году и в феврале 1944 года частично сожгли деревню и убили 38 жителей. Освобождена 24 февраля 1944 года. В боях за деревню и окрестности погибли 339 советских солдат (похоронены в братской могиле около здания исполкома сельсовета). 52 жителя погибли на фронте.
Согласно переписи 1959 года центр совхоза «Кистени». Расположены молочный завод, кирпичный завод, комбинат бытового обслуживания, ремонтные мастерские, детские ясли-сад, средняя школа, 2 магазина.

### Современный период
В состав Кистенёвского сельсовета до 1995 года входил не существующий в настоящее время посёлок Нижев.
В 2011 году деревня Кистени преобразована в агрогородок.

## Население
- 1777 год — 244 христианина и 4 иудея (мужского пола)
- 1802 год — 297 человек мужского пола
- 1817 год — 87 дворов 439 жителей
- 1881 год — 543 жителя
- 1886 год — 543 жителя
- 1897 год — 130 дворов, 843 жителя (согласно переписи)
- 1909 год — 130 дворов, 985 жителей; в фольварке 17 дворов, 40 жителей
- 1925 год — 143 двора
- 1959 год — 486 жителей (согласно переписи)
- 2004 год — 221 хозяйство, 554 жителя
- 2019 год — 202 хозяйства, 429 жителей[10]

## Культура
- Центр экологической культуры и творчества

## Достопримечательность

### Утраченное наследие
- Вищинский замок. Раннефеодальный замок, существовавший в XII—XIII веках на правом берегу Днепра между деревнями Вищин и Кистени Рогачёвского района.

## Известные уроженцы
- Пширков, Юлиан Сергеевич — белорусский литературовед и критик, доктор филологических наук, профессор, заслуженный деятель науки БССР, лауреат Государственной премии БССР.